# Wuppertaler SV
Der Wuppertaler Sportverein (kurz WSV; von 2004 bis 2013 Wuppertaler SV Borussia) ist ein Sportverein aus Wuppertal. Der Verein ist insbesondere durch seine Fußballabteilung bekannt, die in den 1970er Jahren in der Bundesliga spielte. Darüber hinaus bestehen derzeit u. a. auch Abteilungen für Beachsoccer, Futsal und Kinderturnen.
Der bislang größte Erfolg der Fußballabteilung war der Aufstieg in die Bundesliga 1972 sowie die Teilnahme am UEFA-Pokal 1973/74. Der Tiefpunkt folgte 2013 mit dem Antrag auf Insolvenz und einem damit einhergehenden Abstieg aus der viertklassigen Liga. Der Verein ist mit rund 1700 Mitgliedern (Stand: 2017) nach dem SV Bayer Wuppertal (7600), der Sektion Wuppertal des Deutschen Alpenvereins (5900) und vor dem Barmer TV 1846 Wuppertal (1600) der drittgrößte Verein Wuppertals.

## Geschichte

### Ursprünge des Vereins
Gegründet wurde der Verein am 8. Juli 1954 durch Fusion des SSV 04 Wuppertal aus dem Stadtteil Elberfeld und der seinerzeit erfolgreicheren TSG Vohwinkel 80 aus dem gleichnamigen Stadtteil. Dabei brachten die Vohwinkler das Rot und die Elberfelder das Blau in die Farben des neuen Vereines ein.
Die Vereinigung zwischen den als vermögender angesehenen „Speckjägern“ aus Elberfeld, deren Vereinsgeschichte rund ein halbes Jahrhundert davor als Bergischer Wintersportverein begonnen hatte, und den „Füchsen“, die knapp vor ihrem 75-jährigen Vereinsjubiläum standen, war umstritten, wenngleich deren Fußballmannschaften schon gelegentlich bei Privatspielen als Kombination aufgetreten waren. Dem Oberbürgermeister Heinrich Schmeißing werden für seine diplomatischen Bemühungen große Verdienste um die Fusion zugesprochen.
1991 wurde Friedhelm Runge zum Präsidenten gewählt, er führte den Verein in dieser Funktion bis zu seinem Rücktritt Anfang 2013 über 21 Jahre lang.

Wappen des Sportvereins Borussia Wuppertal

Im März 2004 wurde die Fusion der beiden führenden Wuppertaler Fußballvereine, des Wuppertaler SV und des SV Borussia Wuppertal, mit Wirkung zum 1. Juli 2004 beschlossen. Borussia Wuppertal war 1976 aus einem Zusammenschluss von SV Germania 1907 Wuppertal und VfL 1912 Wuppertal hervorgegangen und bis 2001 in der Regel fünftklassig gewesen, hatte aber bis 2004 für drei Jahre, davon zwei parallel zum WSV, in der vierten Liga gespielt. Farben und Wappen blieben nach der Fusion die des Wuppertaler SV; die blau-gelben Insignien der alten Borussia verschwanden. Seitdem hieß der Verein Wuppertaler SV Borussia, ehe der Zusatz Borussia auf der Mitgliederversammlung am 24. Mai 2013 mit großer Mehrheit wieder abgewählt wurde, nachdem er in Fankreisen aufgrund mangelnden Identifikationspotentials stets umstritten gewesen und auf Mitgliederversammlungen mehrfach thematisiert worden war.

### Sportlicher Werdegang

#### Vor 1945 – einige Jahre in der Gauliga
Die späteren Fusionspartner SSV 04 Wuppertal und TSG Vohwinkel 80 konnten vor Ende des Zweiten Weltkriegs keine besonderen Erfolge feiern.
Ab der Saison 1936/37 verbrachte der SSV 04 Wuppertal (bis Februar 1937 SSV 04 Elberfeld) insgesamt fünf Spielzeiten in der Gauliga Niederrhein, der mit 15 weiteren Gauligen damals höchsten deutschen Spielklasse.
Nach dem erstmaligen Aufstieg konnte sich der SSV 04 für zunächst vier Jahre in der Gauliga halten, musste sich aber mit Plätzen im Mittelfeld begnügen. Der erste Platz, der zur Teilnahme an der deutschen Meisterschaft berechtigt hätte, war jeweils in weiter Ferne.
In der ersten Kriegssaison folgte schließlich der Abstieg in die Zweitklassigkeit. In jenem Jahr war der SSV 04 chancenlos und verließ die Liga mit nur 6:30 Punkten auf dem vorletzten Platz.
Doch lange mussten die Wuppertaler nicht auf den Wiederaufstieg warten. Schon im folgenden Jahr schafften sie den Sprung zurück ins deutsche Oberhaus. Diesem ließ die Elberfelder Elf die beste Platzierung ihrer Vereinsgeschichte folgen. Sie belegten den dritten Platz und waren nur drei Punkte von der Qualifikation zur Endrunde um die deutsche Meisterschaft entfernt. In einer insgesamt sehr umkämpften Liga standen die Bergischen sogar vor den späteren Erzrivalen von Rot-Weiss Essen (Vierter) und Fortuna Düsseldorf (als Neunter abgestiegen).
Bessere Platzierungen konnten die Mannen des SSV 04 Wuppertal nicht folgen lassen; wie viele andere Mannschaften auch wurden sie durch den Zweiten Weltkrieg stark geschwächt und konnten in der Saison 1942/43 keine Mannschaft mehr auf die Beine stellen.

##### Der SSV 04 Wuppertal in der Gauliga Niederrhein
| Saison  | Rang | Punkte | Tore  | Spiele | Aufstieg/Abstieg |
| ------- | ---- | ------ | ----- | ------ | ---------------- |
| 1936/37 | 07   | 16:20  | 36:43 | 18     |                  |
| 1937/38 | 05   | 18:18  | 29:20 | 18     |                  |
| 1938/39 | 06   | 15:21  | 37:49 | 18     |                  |
| 1939/40 | 09   | 06:30  | 19:42 | 18     | Abstieg          |
| 0…      | 0…   | 0…     | 0…    | 0…     | 0…               |
| 1941/42 | 03   | 23:13  | 46:35 | 18     |                  |
| 1942/43 | 10   | 00:0   | 00:0  | 0      | Rückzug          |

#### Oberliga-Ära

Historisches WSV-Wappen von 1954 bis 1974

Nach dem Zweiten Weltkrieg war die TSG Vohwinkel zunächst der erfolgreichere Verein. Sie war bereits 1946/47 in der damals erstklassigen Bezirksmeisterschaftsrunde Berg-Mark vertreten und wurde 1947 Gründungsmitglied der damals wiederum erstklassigen Fußball-Oberliga West. In den ersten beiden Spieljahren konnte bei jeweils 13 Ligateilnehmern der 10. und der 7. Platz erreicht werden. Nach drei Spielzeiten musste Vohwinkel allerdings als 14. von nunmehr 16 Klubs in die 2. Liga West absteigen. Währenddessen durfte sich der SSV Wuppertal unter Trainer Fritz Szepan, dem großen Schalker, 1948 eines Aufstiegs in die Zweite Liga erfreuen. Ein weiterer früherer Nationalspieler, der den SSV trainierte, war ab 1950 Herbert Pohl.
Nach der Fusion zum Wuppertaler SV gelang diesem 1955 mit der souveränen Zweitligameisterschaft der erneute Oberliga-Aufstieg. Nach einem 10. und einem 9. Platz folgte im dritten Jahr der 15. und damit vorletzte Platz, der den Abstieg bedeutete.
Unter Trainer Robert „Zapf“ Gebhardt gab es 1962 ein Comeback, als man zur letzten Oberligasaison vor Einführung der Bundesliga den Wiederaufstieg schaffte. Der WSV schloss erneut als Vorletzter ab; indes erreichten die Rot-Blauen das Halbfinale im DFB-Pokal 1963, unterlagen dort aber im überfüllten Stadion am Zoo vor fast 40.000 Zuschauern dem späteren Pokalsieger Hamburger SV um Uwe Seeler unglücklich mit 0:1.
Der große Star des Vereins in jener Ära war Horst Szymaniak, Teilnehmer der Weltmeisterschaften von 1958 und 1962, der von 1955 bis 1959 bei den Bergischen spielte und 1956 seine erste Länderspieleinladung erhielt. Der spätere Italienprofi ist bis heute der einzige A-Nationalspieler aus den Reihen der Rot-Blauen.
In der Bilanz jener Ära belegt der Wuppertaler SV einschließlich seines Vorgängers in der Ewigen Tabelle der Oberliga West unter 29 Vereinen Platz 20.

##### TSG Vohwinkel 80 von 1945 bis 1954
| Saison  | Liga                                 | Rang | Punkte | Tore  | Spiele | Aufstieg/Abstieg                              |
| ------- | ------------------------------------ | ---- | ------ | ----- | ------ | --------------------------------------------- |
| 1945/46 | Stadtliga Wuppertal, Gruppe West (I) | 01   | 35:05  | 97:21 | 20     | Qualifikation zur neuen Bezirksliga Berg/Mark |
| 1946/47 | Bezirksliga Berg/Mark (I)            | 02   | 34:10  | 72:20 | 22     | Qualifikation zur neuen Oberliga West         |
| 1947/48 | Oberliga West (I)                    | 10   | 19:29  | 33:48 | 24     |                                               |
| 1948/49 | Oberliga West (I)                    | 07   | 23:25  | 41:51 | 24     |                                               |
| 1949/50 | Oberliga West (I)                    | 14   | 21:39  | 42:68 | 30     | Abstieg                                       |
| 1950/51 | 2. Liga West, Gruppe 2 (II)          | 04   | 33:27  | 62:49 | 30     |                                               |
| 1951/52 | 2. Liga West, Gruppe 2 (II)          | 02   | 37:19  | 51:33 | 28     |                                               |
| 1952/53 | 2. Liga West (II)                    | 04   | 41:19  | 61:36 | 30     |                                               |
| 1953/54 | 2. Liga West (II)                    | 12   | 25:35  | 40:48 | 30     |                                               |

##### SSV 04 Wuppertal von 1945 bis 1954
| Saison  | Liga                                     | Rang | Punkte | Tore  | Spiele | Aufstieg/Abstieg                                           |
| ------- | ---------------------------------------- | ---- | ------ | ----- | ------ | ---------------------------------------------------------- |
| 1945/46 | Stadtliga Wuppertal, Gruppe West (I)     | 04   | 28:12  | 72:39 | 20     | Qualifikation zur neuen Bezirksklasse Wuppertal-Niederberg |
| 1946/47 | Bezirksklasse Wuppertal-Niederberg (II)  | 04   | 26:14  | 53:31 | 20     | Abstieg (de facto, durch Gründung der Oberliga West)       |
| 1947/48 | Bezirksklasse Wuppertal-Niederberg (III) | 01   | 35:09  | 72:28 | 22     | Aufstieg                                                   |
| 1948/49 | Landesliga Niederrhein (II)              | 04   | 28:16  | 53:27 | 22     | Qualifikation zur neuen 2. Liga West                       |
| 1949/50 | 2. Liga West, Gruppe 1 (II)              | 03   | 40:20  | 55:32 | 30     |                                                            |
| 1950/51 | 2. Liga West, Gruppe 2 (II)              | 02   | 40:20  | 77:42 | 30     |                                                            |
| 1951/52 | 2. Liga West, Gruppe 2 (II)              | 04   | 32:24  | 68:50 | 28     |                                                            |
| 1952/53 | 2. Liga West (II)                        | 14   | 21:39  | 47:68 | 30     |                                                            |
| 1953/54 | 2. Liga West (II)                        | 14   | 23:37  | 34:56 | 30     |                                                            |

#### Zweitklassigkeit in der frühen Bundesliga-Ära – Regionalliga West
In der zweitklassigen Regionalliga West konnte sich der Wuppertaler SV sofort in der Spitzengruppe etablieren. Bereits in der ersten Saison wurde er Zweiter, und mit Ausnahme der Spielzeit 1967/68 (Platz 15) gehörte er stets zu den Spitzenmannschaften.
Zur Teilnahme an der Aufstiegsrunde reichte es aber nur 1971/72, als er mit 60:8 (nach heutiger Zählweise 88 von 102 möglichen) Punkten souverän Meister der Regionalliga West wurde, wobei Günter „Meister“ Pröpper allein 52 der 111 Tore erzielte. Der WSV gewann in der Aufstiegsrunde zur Bundesliga alle acht Partien – eine in der von 1964 bis 1974 währenden Geschichte der Aufstiegsrunde einmalige Bilanz.
Die Mannschaft unter Trainer Horst Buhtz:
Manfred Cremer, Erich Miß, Emil Meisen, Manfred Reichert

Bernd Hermes, Herbert Stöckl, Jürgen Kohle (oder Detlef Webers)
Gustav Jung, Günter Pröpper, Heinz-Dieter Lömm.

#### Von 1972 bis 1975: Bundesliga – und das größte Jahr des Wuppertaler Fußballs
Der WSV belegte in seinem ersten Jahr im fußballerischen Oberhaus einen vielbeachteten vierten Platz, der die Qualifikation zum UEFA-Pokal bedeutete. Pröpper stellte auch hier seine Klasse unter Beweis und wurde mit 21 Toren Dritter der Torschützenliste; nur die legendären Gerd Müller und Jupp Heynckes trafen in dieser Saison häufiger.
In der ersten Runde des UEFA-Pokal 1973/74 zeigte sich aber, dass die Bäume für den WSV nicht in den Himmel wachsen würden. Der allgemein als schlagbar betrachtete Gegner Ruch Chorzów aus Polen sorgte bereits im Hinspiel mit einem 4:1 für klare Verhältnisse. Das Rückspiel im bislang einzigen Europapokalspiel im Stadion am Zoo zog gerade noch 13.000 Zuschauer an. Auch eine Aufholjagd des WSV, der einen 1:3-Rückstand noch in einen 5:4-Sieg umbog, konnte das Ausscheiden nicht mehr verhindern.
In der Bundesliga wurde in dieser Spielzeit Heinz-Dieter Lömm zum großen Helden. Sein Tor in der 82. Minute des letzten Spieltages in Stuttgart sicherte den Bergischen aufgrund der besseren Tordifferenz ein weiteres Jahr in der deutschen Eliteliga.
1974/75 musste sich die als überaltert angesehene Mannschaft aber als weit abgeschlagenes Schlusslicht in die 2. Bundesliga verabschieden. Der Wuppertaler SV erreichte in dieser Spielzeit nur zwölf Punkte, und damit nur vier mehr als Tasmania Berlin in dessen Saison der Negativrekorde. Damit manifestierte sich der Klub als zweitschlechtester Bundesligaabsteiger aller Zeiten.
Als letzte große Erinnerung an jene kurze, goldene Zeit des WSV bleibt sein 3:1-Erfolg am 5. Spieltag der Abstiegssaison über den FC Bayern München um Franz Beckenbauer, der damals den Weltfußball dominierte, im nationalen Vergleich aber nur auf Sparflamme kochte.

#### Von 1975 bis 2013
Der Wuppertaler SV konnte nach dem Abstieg aus der Bundesliga für weitere fünf Jahre wenigstens noch die Zweitklassigkeit aufrechterhalten.
In der Saison 1976/77 konnte sogar noch einmal mit einem Wiederaufstieg geliebäugelt werden, doch konnte der Abstand auf Platz zwei, der zur Teilnahme am Relegationsspiel berechtigt hätte, nie auf weniger als zwei Punkte verringert werden. Besonders schwer wog das 1:1-Unentschieden am 34. von 38 Spieltagen gegen den direkten Konkurrenten Arminia Bielefeld im eigenen Stadion. Man konnte sich sogar noch glücklich schätzen, da der Bielefelder Christian Sackewitz die Gastmannschaft in der 85. Minute in Front brachte. WSV-Stürmer Rainer Budde glich nur eine Minute später aus, doch der dringend benötigte Siegtreffer blieb aus. Somit belegte man in der Abschlusstabelle den dritten Platz, drei Punkte hinter den Ostwestfalen.
Seither war der WSV vornehmlich in der dritten Liga anzutreffen, wenngleich noch einmal, Anfang der 90er Jahre, ein kurzer Ausflug in die 2. Bundesliga gelang. Andererseits musste man aber um die Jahrtausendwende vier lange Jahre in der vierten Spielklasse verbringen. Grund für den Abstieg in der Saison 1998/99, die sportlich im grünen Bereich verlief, war hingegen die Nichtbezahlung von Berufsgenossenschaftsbeiträgen, für die der Vorstand des WSV heftige Kritik einstecken musste.
Der Wiederaufstieg wurde im ersten Jahr von einer Aufstiegsrunde und im zweiten und dritten Jahr von den Amateurmannschaften Bayer 04 Leverkusens und des 1. FC Köln vereitelt, die den WSV, teils äußerst knapp, teils deutlich, distanzierten.
Nachdem 2003 schließlich der Aufstieg in die drittklassige Regionalliga Nord gelungen war, wurde fünf Jahre lang vergeblich versucht, in die 2. Bundesliga aufzusteigen. Nach der Fusion mit dem Stadtkonkurrenten Borussia im Jahr 2004 wurde fortan unter dem Namen Wuppertaler SV Borussia gespielt. In der Saison 2006/07 trennten die Wuppertaler scheinbar nur 20 Minuten von der langerwarteten Rückkehr in den Profifußball. Im Spiel gegen Kickers Emden stand es durch Tore von Mike Rietpietsch und Tobias Damm 2:1 für die Heimmannschaft, doch deren Kräfte schwanden und unter anderem ein Eigentor von Michael Stuckmann drehte das Spiel noch zu einem 2:4-Auswärtssieg für die Ostfriesen. Jedoch gewann auch der VfL Osnabrück seine Heimpartie noch, wodurch der WSV selbst im Falle eines Sieges den Aufstieg verpasst hätte.
In der Saison 2007/08 verpasste man den groß angekündigten Aufstieg ebenfalls und man musste sich mit der Qualifikation zur neuen, eingleisigen 3. Liga begnügen. Gänzlich enttäuschend verlief jene Spielzeit jedoch nicht, denn im DFB-Pokal qualifizierte sich der WSV nach Siegen über den FC Erzgebirge Aue (5:4 n. E.) und Hertha BSC (2:0) für das Achtelfinale, in dem er gegen den FC Bayern München mit 2:5 ausschied. Das Spiel in der Gelsenkirchener Veltins-Arena war mit 61.482 Zuschauern ausverkauft und stellte damit einen neuen vereinsinternen Zuschauerrekord dar.
Nach 1963 war dies die zweitbeste DFB-Pokal-Saison des WSV.
In der neugegründeten 3. Liga, der dritthöchsten deutschen Profiliga, konnte in der Saison 2008/09 jedoch erst am vorletzten Spieltag der Klassenerhalt gesichert werden. Schon in der darauffolgenden Spielzeit musste der Abstieg in die Regionalliga West hingenommen werden.
Seit der Saison 2010/11 spielt der WSV in der viertklassigen Regionalliga West. Die zweite Mannschaft spielt in der Niederrheinliga. Aufgrund ausbleibender sportlicher Erfolge und unerreichter Zielsetzungen gab Präsident Runge noch vor der Winterpause der Saison 2012/13 allen Spielern die Möglichkeit, den Verein auch trotz laufender Verträge zu verlassen. Zudem wurde ein künftiger Rückzug aus der Regionalliga nicht ausgeschlossen.
Nur wenige Wochen nach dieser Pressemeldung gab Friedhelm Runge zudem bekannt, dass er von seinem Posten als Vereinsvorsitzender zum 12. Januar 2013 zurücktrete. Damit reagierte er auf anhaltende Anfeindungen seitens der Fanszene sowie eine zunehmend kritische Berichterstattung. Zudem war von mehr als 200 Wuppertaler Fans eine Rücktrittsaufforderung unterzeichnet worden. Aufgrund dieser Entscheidung traten auch Finanzvorstand Lothar Stücker und Verwaltungsratsmitglied Dietmar Grabotin mit sofortiger Wirkung zurück.

#### Die „Initiative WSV 2.0“ – Der Neuanfang beim Wuppertaler SV
Anfang März 2013 wurde der Remscheider Unternehmer Klaus Mathies übergangsweise zum neuen Vorsitzenden des Vereins gewählt. Bei einer am 24. Mai 2013 einberufenen außerordentlichen Mitgliederversammlung wurden alle von der „Initiative WSV 2.0“ aufgestellten Personen in den Verwaltungsrat des Vereins gewählt. Zusätzlich wurde bei dieser Mitgliederversammlung mit überwältigender Mehrheit das bei den Fans unbeliebte „Borussia“ aus dem Vereinsnamen gestrichen. Kurz darauf wurde Alexander Eichner zum neuen Vorstandsvorsitzenden gewählt. Auf einen Präsidenten wurde vorerst verzichtet.
Auf einer Pressekonferenz am 4. Juni 2013 wurde bekannt gegeben, dass der Verein wegen Zahlungsunfähigkeit die Insolvenz beantragt hatte. Das Amtsgericht Wuppertal gab am 1. Juli die Eröffnung des Insolvenzverfahrens bekannt. Der Plan des Vorstands sah einen Neuanfang in der fünftklassigen Oberliga Niederrhein vor. Die Zweitvertretung des WSV wurde dadurch in die Landesliga Niederrhein versetzt. 2016 gelang der ersten Mannschaft der Aufstieg in die Regionalliga West.
Im Januar 2019 wurde bekannt, dass sich der Verein erneut in finanziellen Schwierigkeiten befand und etwa 260.000 Euro im Etat der laufenden Saison fehlten. In der Folge wurde fast sämtlichen Spielern eröffnet, den Verein noch in der Winterpause 2018/19 verlassen zu können. Zudem wurden verschiedene Crowdfunding- und Rettungsprojekte gestartet, um den kurzfristigen Fortbestand des Vereins bis Mitte Januar 2019 sicherzustellen. Die benötigten 260.000 Euro wurden bis Ende Januar 2019 eingenommen, womit der Klub vorläufig „gerettet“ war. Ende Februar traten die Vorstandsmitglieder Bölstler und Stücker sowie Verwaltungsratschef Lenz geschlossen zurück.
Im Frühjahr 2019 beendete Wuppertal die Saison auf Platz 10, im folgenden Jahr wurde man nach dem Abbruch aufgrund der COVID-19-Pandemie nach Anwendung der Quotientenregel 13. Im Anschluss an die Saison stellte der Verein Ende Juni 2020 vor dem städtischen Amtsgericht erneut einen Antrag auf Eröffnung eines Insolvenzverfahrens, diesmal in Eigenverwaltung. Im Mai 2021 verpflichtete der WSV den langjährigen Erst- und Zweitligatrainer Peter Neururer als Vorstandsmitglied. Die Hinrunde der Saison 2021/22 beendete der Verein überraschend als Herbstmeister, am Saisonende stand Platz 3 zu Buche. Nachdem man in der Saison 2020/21 den Niederrheinpokal mit einem 2:1 gegen den SV Straelen gewinnen konnte, setzte sich der SV Straelen bei der Neuauflage des Finals in der Saison 21/22 mit 1:0 in der MSV Arena durch, weswegen der WSV die Qualifikation für die erste Runde des DFB-Pokals verpasste. In der Saison 2023/24 war der Wuppertaler SV weiterhin der höchstgeführte Herren-Fußballverein im Stadtgebiet. Eine Datenanalyse ergab, dass Wuppertal unter den 18 größten Städten Deutschlands die einzige ohne Präsenz in den höchsten drei Fußballligen der Herren ist.

### Platzierungen seit 1954
| Saison  | Liga                            | Rang | Punkte | Tore   | Spiele | Aufstieg/Abstieg                            | DFB-Pokal              |
| ------- | ------------------------------- | ---- | ------ | ------ | ------ | ------------------------------------------- | ---------------------- |
| 1954/55 | 2. Liga West (II)               | 01.  | 42:14  | 65:27  | 28     | Aufstieg                                    |                        |
| 1955/56 | Oberliga West (I)               | 10.  | 27:33  | 43:62  | 30     |                                             |                        |
| 1956/57 | Oberliga West (I)               | 09.  | 30:30  | 41:52  | 30     |                                             |                        |
| 1957/58 | Oberliga West (I)               | 15.  | 23:37  | 46:60  | 30     | Abstieg                                     |                        |
| 1958/59 | 2. Liga West (II)               | 05.  | 34:26  | 72:50  | 30     |                                             |                        |
| 1959/60 | 2. Liga West (II)               | 03.  | 41:19  | 73:44  | 30     |                                             |                        |
| 1960/61 | 2. Liga West (II)               | 09.  | 31:29  | 65:47  | 30     |                                             | Achtelfinale           |
| 1961/62 | 2. Liga West (II)               | 02.  | 43:17  | 68:29  | 30     | Aufstieg                                    |                        |
| 1962/63 | Oberliga West (I)               | 15.  | 20:40  | 43:66  | 30     | Abstieg                                     | Halbfinale             |
| 1963/64 | Regionalliga West (II)          | 02.  | 52:24  | 66:36  | 38     |                                             | 1. Runde               |
| 1964/65 | Regionalliga West (II)          | 06.  | 36:32  | 54:52  | 34     |                                             |                        |
| 1965/66 | Regionalliga West (II)          | 05.  | 37:31  | 49:43  | 34     |                                             |                        |
| 1966/67 | Regionalliga West (II)          | 07.  | 38:30  | 49:41  | 34     |                                             |                        |
| 1967/68 | Regionalliga West (II)          | 15.  | 28:40  | 31:51  | 34     |                                             |                        |
| 1968/69 | Regionalliga West (II)          | 05.  | 40:28  | 46:41  | 34     |                                             |                        |
| 1969/70 | Regionalliga West (II)          | 03.  | 46:22  | 71:39  | 34     |                                             | Achtelfinale           |
| 1970/71 | Regionalliga West (II)          | 03.  | 55:13  | 81:27  | 34     |                                             | Achtelfinale           |
| 1971/72 | Regionalliga West (II)          | 01.  | 60:8   | 111:23 | 34     | Aufstieg                                    | 1. Runde               |
| 1972/73 | Bundesliga (I)                  | 04.  | 40:28  | 62:49  | 34     |                                             | Achtelfinale           |
| 1973/74 | Bundesliga (I)                  | 16.  | 25:43  | 42:65  | 34     |                                             | Achtelfinale           |
| Saison  | Liga                            | Rang | Punkte | Tore   | Spiele | Aufstieg/Abstieg                            | DFB-Pokal              |
| 1974/75 | Bundesliga (I)                  | 18.  | 12:56  | 32:86  | 34     | Abstieg                                     | 1. Runde               |
| 1975/76 | 2. Bundesliga Nord (II)         | 05.  | 45:31  | 76:53  | 38     |                                             | 2. Runde               |
| 1976/77 | 2. Bundesliga Nord (II)         | 03.  | 47:29  | 81:55  | 38     |                                             | 1. Runde               |
| 1977/78 | 2. Bundesliga Nord (II)         | 11.  | 36:40  | 56:59  | 38     |                                             | 1. Runde               |
| 1978/79 | 2. Bundesliga Nord (II)         | 17.  | 30:46  | 46:57  | 38     |                                             | 1. Runde               |
| 1979/80 | 2. Bundesliga Nord (II)         | 20.  | 16:60  | 35:84  | 38     | Abstieg                                     | 1. Runde (A: 1. Runde) |
| 1980/81 | Oberliga Nordrhein (III)        | 03.  | 39:25  | 50:31  | 32     |                                             | 1. Runde               |
| 1981/82 | Oberliga Nordrhein (III)        | 06.  | 38:30  | 66:56  | 34     |                                             | 2. Runde               |
| 1982/83 | Oberliga Nordrhein (III)        | 09.  | 31:33  | 54:56  | 32     |                                             |                        |
| 1983/84 | Oberliga Nordrhein (III)        | 03.  | 43:21  | 66:45  | 32     |                                             |                        |
| 1984/85 | Oberliga Nordrhein (III)        | 06.  | 42:26  | 65:47  | 34     |                                             |                        |
| 1985/86 | Oberliga Nordrhein (III)        | 12.  | 28:36  | 39:47  | 32     |                                             | 1. Runde               |
| 1986/87 | Oberliga Nordrhein (III)        | 11.  | 34:34  | 44:40  | 34     |                                             |                        |
| 1987/88 | Oberliga Nordrhein (III)        | 03.  | 43:25  | 55:32  | 34     |                                             |                        |
| 1988/89 | Oberliga Nordrhein (III)        | 03.  | 51:21  | 68:33  | 36     |                                             |                        |
| 1989/90 | Oberliga Nordrhein (III)        | 01.  | 50:18  | 53:22  | 34     |                                             |                        |
| 1990/91 | Oberliga Nordrhein (III)        | 03.  | 44:22  | 67:44  | 32     |                                             |                        |
| 1991/92 | Oberliga Nordrhein (III)        | 01.  | 48:12  | 66:19  | 30     | Aufstieg                                    |                        |
| 1992/93 | 2. Bundesliga (II)              | 13.  | 45:47  | 55:50  | 46     |                                             | 2. Runde               |
| 1993/94 | 2. Bundesliga (II)              | 18.  | 31:45  | 44:52  | 38     | Abstieg                                     | 2. Runde               |
| Saison  | Liga                            | Rang | Punkte | Tore   | Spiele | Aufstieg/Abstieg                            | DFB-Pokal              |
| 1994/95 | Regionalliga West/Südwest (III) | 05.  | 40:28  | 63:43  | 34     |                                             | 1. Runde               |
| 1995/96 | Regionalliga West/Südwest (III) | 04.  | 65     | 57:42  | 36     |                                             |                        |
| 1996/97 | Regionalliga West/Südwest (III) | 06.  | 51     | 46:40  | 34     |                                             |                        |
| 1997/98 | Regionalliga West/Südwest (III) | 12.  | 43     | 49:58  | 34     |                                             |                        |
| 1998/99 | Regionalliga West/Südwest (III) | 08.  | 53     | 62:54  | 32     | Zwangsabstieg                               |                        |
| 1999/00 | Oberliga Nordrhein (IV)         | 01.  | 61     | 60:28  | 30     |                                             | 1. Runde               |
| 2000/01 | Oberliga Nordrhein (IV)         | 02.  | 71     | 60:31  | 34     |                                             | 1. Runde               |
| 2001/02 | Oberliga Nordrhein (IV)         | 02.  | 70     | 73:39  | 34     |                                             |                        |
| 2002/03 | Oberliga Nordrhein (IV)         | 01.  | 75     | 77:22  | 32     | Aufstieg                                    |                        |
| 2003/04 | Regionalliga Nord (III)         | 04.  | 62     | 49:37  | 34     |                                             |                        |
| 2004/05 | Regionalliga Nord (III)         | 05.  | 54     | 46:48  | 36     |                                             |                        |
| 2005/06 | Regionalliga Nord (III)         | 08.  | 51     | 42:42  | 36     |                                             | 1. Runde               |
| 2006/07 | Regionalliga Nord (III)         | 05.  | 57     | 59:49  | 36     |                                             |                        |
| 2007/08 | Regionalliga Nord (III)         | 06.  | 58     | 60:50  | 36     | Qualifikation zur neuen 3. Liga             | Achtelfinale           |
| 2008/09 | 3. Liga (III)                   | 14.  | 45     | 36:45  | 38     |                                             |                        |
| 2009/10 | 3. Liga (III)                   | 20.  | 38     | 40:61  | 38     | Abstieg                                     |                        |
| 2010/11 | Regionalliga West (IV)          | 08.  | 50     | 52:59  | 34     |                                             |                        |
| 2011/12 | Regionalliga West (IV)          | 05.  | 57     | 68:49  | 36     |                                             |                        |
| 2012/13 | Regionalliga West (IV)          | 15.  | 46     | 52:55  | 38     | Zwangsabstieg (Insolvenz)                   |                        |
| 2013/14 | Oberliga Niederrhein (V)        | 03.  | 71     | 76:54  | 38     |                                             |                        |
| Saison  | Liga                            | Rang | Punkte | Tore   | Spiele | Aufstieg/Abstieg                            | DFB-Pokal              |
| 2014/15 | Oberliga Niederrhein (V)        | 02.  | 69     | 66:29  | 34     |                                             |                        |
| 2015/16 | Oberliga Niederrhein (V)        | 01.  | 74     | 69:25  | 34     | Aufstieg                                    |                        |
| 2016/17 | Regionalliga West (IV)          | 11.  | 42     | 47:47  | 34     |                                             |                        |
| 2017/18 | Regionalliga West (IV)          | 03.  | 56     | 61:47  | 34     |                                             |                        |
| 2018/19 | Regionalliga West (IV)          | 10.  | 44     | 45:49  | 34     |                                             |                        |
| 2019/20 | Regionalliga West (IV)          | 13.  | 23     | 28:46  | 22     | Saisonabbruch infolge der COVID-19-Pandemie |                        |
| 2020/21 | Regionalliga West (IV)          | 12.  | 54     | 57:62  | 40     |                                             |                        |
| 2021/22 | Regionalliga West (IV)          | 03.  | 78     | 68:28  | 38     |                                             | 1. Runde               |
| 2022/23 | Regionalliga West (IV)          | 02.  | 66     | 77:47  | 34     |                                             |                        |
| 2023/24 | Regionalliga West (IV)          | 03.  | 62     | 68:44  | 34     |                                             |                        |
| 2024/25 | Regionalliga West (IV)          | 13.  | 31     | 30:54  | 30     |                                             |                        |

### Alle Trainer des Vereins
| Amtszeit          | Name                  | Liga                         |
| ----------------- | --------------------- | ---------------------------- |
| 07/1954 – 06/1956 | Raymond Schwab        | 2. Liga West/OL West         |
| 07/1956 – 04/1957 | Edmund Conen          | Oberliga West                |
| 04/1957 – 05/1957 | Walter Werner         | Oberliga West                |
| 05/1957 – 05/1958 | Jupp Schmidt          | Oberliga West                |
| 06/1958 – 03/1959 | Emil Melcher          | OL West/2. Liga West         |
| 03/1959 – 06/1961 | Willibald Kreß        | 2. Liga West                 |
| 07/1961 – 06/1965 | Robert Gebhardt       | 2. Liga West/OL West/RL West |
| 07/1965 – 09/1967 | Adi Preißler          | Regionalliga West            |
| 09/1967 – 06/1968 | Kuno Klötzer          | Regionalliga West            |
| 07/1968 – 10/1974 | Horst Buhtz           | Regionalliga West/Bundesliga |
| 10/1974 – 06/1975 | János Bédl            | Bundesliga                   |
| 07/1975 – 06/1976 | Diethelm Ferner       | 2. Bundesliga Nord           |
| 07/1976 – 06/1977 | Herbert Burdenski     | 2. Bundesliga Nord           |
| 07/1977 – 11/1977 | Erhard Ahmann         | 2. Bundesliga Nord           |
| 11/1977 – 02/1978 | Herbert Burdenski     | 2. Bundesliga Nord           |
| 02/1978 – 11/1979 | Bernd Hoss            | 2. Bundesliga Nord           |
| 11/1979 – 01/1980 | Rolf Müller           | 2. Bundesliga Nord           |
| 01/1980 – 04/1980 | Heinz Lucas           | 2. Bundesliga Nord           |
| 04/1980 – 06/1981 | Rolf Müller           | 2. BL Nord/OL Nordrhein      |
| 07/1981 – 04/1982 | Karl „Kalli“ Hoffmann | Oberliga Nordrhein           |
| 04/1982 – 01/1983 | Jonny Hey             | Oberliga Nordrhein           |
| 01/1983 – 06/1983 | Manfred Reichert      | Oberliga Nordrhein           |
| 07/1983 – 12/1983 | Barthel Thomas        | Oberliga Nordrhein           |
| 12/1983 – 01/1984 | Manfred Reichert      | Oberliga Nordrhein           |
| 01/1984 – 03/1986 | Detlef Pirsig         | Oberliga Nordrhein           |
| 03/1986 – 06/1986 | Günter Pröpper        | Oberliga Nordrhein           |
| 07/1986 – 06/1989 | Rolf Müller           | Oberliga Nordrhein           |
| 07/1989 – 05/1990 | Dieter Tartemann      | Oberliga Nordrhein           |
| 05/1990 – 06/1992 | Wolfgang Jerat        | Oberliga Nordrhein           |
| 07/1992 – 04/1993 | Gerd vom Bruch        | 2. Bundesliga                |
| 04/1993 – 01/1994 | Michael Lorkowski     | 2. Bundesliga                |
| 01/1994 – 05/1994 | Dieter Tartemann      | 2. Bundesliga                |
| 05/1994 – 06/1996 | Werner Fuchs          | RL West/Südwest              |
| 07/1996 – 06/1997 | Wolfgang Jerat        | RL West/Südwest              |

| Amtszeit          | Name                  | Liga                   |
| ----------------- | --------------------- | ---------------------- |
| 07/1997 – 11/1997 | Karlheinz „Ali“ Höfer | RL West/Südwest        |
| 11/1997 – 01/1999 | Rudi Gores            | RL West/Südwest        |
| 01/1999 – 05/1999 | Roman Geschlecht      | RL West/Südwest        |
| 06/1999 – 11/2001 | František Straka      | Oberliga Nordrhein     |
| 11/2001 – 05/2002 | Jonny Hey             | Oberliga Nordrhein     |
| 06/2002 – 06/2004 | Georg Kreß            | OL Nordrhein/RL Nord   |
| 06/2004 – 12/2004 | Werner Kasper         | Regionalliga Nord      |
| 01/2005 – 04/2007 | Uwe Fuchs             | Regionalliga Nord      |
| 04/2007 – 02/2008 | Wolfgang Jerat        | Regionalliga Nord      |
| 02/2008 – 06/2008 | Wolfgang Frank        | Regionalliga Nord      |
| 07/2008 – 12/2008 | Christoph John        | 3. Liga                |
| 12/2008 – 04/2010 | Uwe Fuchs             | 3. Liga                |
| 04/2010 – 06/2010 | Peter Radojewski      | 3. Liga                |
| 06/2010 – 05/2011 | Michael Dämgen        | Regionalliga West      |
| 06/2011 – 09/2011 | Karsten Hutwelker     | Regionalliga West      |
| 10/2011 – 11/2012 | Hans-Günter Bruns     | Regionalliga West      |
| 11/2012 – 01/2013 | Jörg Jung             | Regionalliga West      |
| 01/2013 – 04/2013 | Peter Radojewski      | Regionalliga West      |
| 04/2013 – 05/2013 | Reinhold Fanz         | Regionalliga West      |
| 05/2013 – 02/2014 | Peter Radojewski      | Oberliga Niederrhein   |
| 02/2014 – 07/2015 | Thomas Richter        | Oberliga Niederrhein   |
| 07/2015 – 02/2018 | Stefan Vollmerhausen  | OL Niederrhein/RL West |
| 02/2018 – 09/2018 | Christian Britscho    | RL West                |
| 09/2018 – 06/2019 | Adrian Alipour        | RL West                |
| 06/2019 – 09/2019 | Andreas Zimmermann    | RL West                |
| 10/2019 – 01/2020 | Alexander Voigt       | RL West                |
| 01/2020 – 06/2020 | Pascal Bieler         | RL West                |
| 07/2020 – 12/2020 | Alexander Voigt       | RL West                |
| 12/2020 – 09/2022 | Björn Mehnert         | RL West                |
| 09/2022 – 11/2023 | Hüzeyfe Doğan         | RL West                |
| 11/2023 – 12/2023 | Christian Britscho    | RL West                |
| 12/2023 – 05/2024 | Ersan Parlatan        | RL West                |
| 06/2024 – 10/2024 | René Klingbeil        | RL West                |
| 11/2024 –         | Sebastian Tyrała      | RL West                |

### Liste der Präsidenten des Vereins
Die Präsidenten des WSV:
1954–1959: Wolfgang Entner († 2007)
1959–1961: Erwin Finkentey (1900–1983)
1961–1968: Walter Kühlthau (1906–1978)
1968–1976: Günter Fölsch
1976–0000: Bernd Henderkott
1976–1977: Rolf Schnakenberg
1977–1991: Dieter Buchmüller
1991–2013: Friedhelm Runge (1939–2024)
2013–0000: Klaus Mathies (* 1942)
Nach Beschluss der Initiative WSV 2.0, die seit Ende Mai 2013 sowohl den Verwaltungsrat als auch den Vereinsvorstand besetzt, wird vorerst kein Präsident mehr eingesetzt. Mathies war kurz vor den Vorstandswahlen zurückgetreten.

## Fußballabteilung

### Erste Mannschaft2025/26
Stand: 02. August 2025
| Nr.        | Nat.                                | Spieler               | Geburtstag    | im Verein seit | letzter Verein          |
| ---------- | ----------------------------------- | --------------------- | ------------- | -------------- | ----------------------- |
| Tor        |                                     |                       |               |                |                         |
| 01         | Deutschland Griechenland            | Fotios Adamidis       | 16. Dez. 2006 | 01.07.2025     | MSV Duisburg U19        |
| 012        | Deutschland                         | Emil Metz             | 28. März 2005 | 01.07.2022     | eigene Jugend           |
| 024        | Deutschland                         | Michael Luyambula     | 8. Juni 1999  | 01.07.2024     | Sportfreunde Lotte      |
| Abwehr     |                                     |                       |               |                |                         |
| 02         | Japan                               | Subaru Nishimura      | 13. Juni 2003 | 01.07.2024     | Sportfreunde Baumberg   |
| 03         | Japan                               | Toshiaki Miyamoto     | 4. Juni 1999  | 24.07.2025     | Bremer SV               |
| 04         | Montenegro Deutschland              | Salmin Rebronja       | 10. Aug. 2004 | 01.07.2025     | Türkspor Dortmund       |
| 05         | Deutschland Bosnien und Herzegowina | Aldin Dervišević      | 14. Juni 2002 | 01.07.2025     | SV Eintracht Hohkeppel  |
| 013        | Kroatien Deutschland                | Hans-Juraj Hartmann   | 24. Jan. 2002 | 28.07.2025     | Sportfreunde Lotte      |
| 015        | Deutschland Ungarn                  | Romeo Kovarszki       | 23. Mai 2007  | 01.07.2024     | eigene Jugend           |
| 022        | Deutschland                         | Levin Müller          | 28. März 2003 | 01.07.2024     | TSG Sprockhövel         |
| 025        | Deutschland                         | Lennard Wagemann      | 24. Feb. 2004 | 01.07.2025     | Fortuna Düsseldorf II   |
| 039        | Deutschland                         | Kilian Bielitza       | 22. Jan. 2005 | 01.07.2020     | eigene Jugend           |
| Mittelfeld |                                     |                       |               |                |                         |
| 06         | Vereinigte Staaten Jamaika          | Dominic Duncan        | 11. Okt. 1998 | 01.07.2025     | SV Eintracht Hohkeppel  |
| 07         | Deutschland Bosnien und Herzegowina | Semir Saric           | 8. Sep. 1997  | 01.07.2023     | Kickers Offenbach       |
| 08         | Deutschland Turkei                  | Celal Aydogan         | 2. Juli 2003  | 01.07.2025     | 1. FC Bocholt           |
| 09         | Deutschland                         | Fritz Kleiner         | 16. Okt. 2002 | 01.07.2025     | Bremer SV               |
| 011        | Japan                               | Daiki Kamo            | 5. Okt. 2002  | 01.07.2025     | SC St. Tönis 11/20      |
| 018        | Deutschland                         | Alwin Weber           | 25. Feb. 2003 | 01.07.2025     | Greifswalder FC         |
| 019        | Deutschland                         | Jeff-Denis Fehr       | 8. Sep. 1994  | 01.07.2025     | Vereinslos              |
| 021        | Deutschland                         | Henry Mertsch         | 25. Mai 2006  | 01.07.2024     | eigene Jugend           |
| 023        | Deutschland                         | Alessio Arambasic     | 8. März 2002  | 01.07.2025     | Blau-Weiß Lohne         |
| Angriff    |                                     |                       |               |                |                         |
| 010        | Deutschland                         | Vincent Schaub        | 20. Feb. 1999 | 01.07.2025     | Sportfreunde Lotte      |
| 017        | Deutschland                         | Dildar Atmaca         | 17. Okt. 2002 | 01.07.2024     | 1. FC Bocholt           |
| 020        | Spanien Marokko                     | Imad Lamnaouar Sekaki | 22. Aug. 2006 | 01.07.2025     | Sportfreunde Siegen U19 |
| 027        | Bosnien und Herzegowina             | Muhammed Bejdic       | 13. Jan. 2005 | 23.08.2024     | KSV Hessen Kassel       |
| 031        | Deutschland Turkei                  | Ronay Arabaci         | 11. Jan. 2005 | 01.07.2025     | Fortuna Düsseldorf II   |
| 037        | Deutschland Marokko                 | Amin Bouzraa          | 3. Juli 2002  | 01.07.2025     | SV Eintracht Hohkeppel  |

### Transfers der Saison 2025/26
Stand: 02. August 2025
| Zugänge | Abgänge |
| Sommer 2025 | Sommer 2025 |
| --- | --- |
| - Hans-Juraj Hartmann (Sportfreunde Lotte) - Alessio Arambasic (Blau-Weiß Lohne) - Fritz Kleiner (Bremer SV) - Vincent Schaub (Sportfreunde Lotte) - Dominic Duncan (SV Eintracht Hohkeppel) - Toshiaki Miyamoto (Bremer SV) - Aldin Dervišević (SV Eintracht Hohkeppel) - Lennard Wagemann (Fortuna Düsseldorf II) - Amin Bouzraa (SV Eintracht Hohkeppel) - Celal Aydogan (1. FC Bocholt) - Salmin Rebronja (Türkspor Dortmund) - Ronay Arabaci (Fortuna Düsseldorf II) - Alwin Weber (Greifswalder FC) - Daiki Kamo (SC St. Tönis 11/20) - Fotios Adamidis (MSV Duisburg U19) - Imad Lamnaouar Sekaki (Sportfreunde Siegen U19) - Jeff-Denis Fehr (Vereinslos) - Henry Mertsch (eigene Jugend) - Romeo Kovarszki (eigene Jugend) | - Beyhan Ametov (SSVg Velbert) - Dominik Bilogrevic (SV Eintracht Hohkeppel) - Riccardo Grym (FC UNA Strassen) - Pedro Cejas (Żabbar St. Patrick FC) - Vincent Ocansey (DSC Arminia Bielefeld II) - Timo Bornemann (SC Fortuna Köln) - Joep Munsters (FSV Frankfurt) - Hugo Schmidt (SpVg Schonnebeck) - Etienne-Noel Reck (KFC Uerdingen 05) - Kevin Hagemann (TuS Ennepetal) - Marco Terrazzino (Karriereende) - Niek Munsters (Vereinslos) - Vincent Gembalies (Vereinslos) - Dilhan Demir (Vereinslos) - Krystian Wozniak (Vereinslos) - Shinnosuke Nishi (Vereinslos) - Aday Ercan (Leih-Ende, VfL Osnabrück) - Benedikt Wimmer (Leih-Ende, FC Bayern München II) - Yousef Qashi (Leih-Ende, FC Bayern München II) |

### Abteilung Freizeitfußball

#### Zweite Mannschaft
Nachdem die Reservemannschaft des WSV in der Saison 2012/13 noch in der fünftklassigen Oberliga Niederrhein spielte, musste aufgrund der Insolvenz des Vereins und des daraus resultierenden Zwangsabstieges der ersten Mannschaft in selbige Spielklasse in der folgenden Saison der Gang in die Landesliga angetreten werden. Darauf folgten drei chaotische Jahre, in denen jede Saison ein komplett neuer Kader zusammengestellt werden musste, was letztendlich zu drei sportlichen Abstiegen in Folge führte. Das Spielrecht in der neuntklassigen Kreisliga B Wuppertal-Niederberg zur Saison 2016/17 wurde daraufhin abgelehnt und die 2. Mannschaft vorerst komplett vom Spielbetrieb abgemeldet.
Zu den größten Erfolgen der 2. Mannschaft des WSV zählt die Teilnahme an der 1. Hauptrunde des DFB-Pokals in der Saison 1979/80. Dort trat die damals aufgrund des Profi-Status der ersten Mannschaft Wuppertaler SV Amateure genannte und in der fünftklassigen Landesliga spielende Mannschaft auswärts beim damaligen Zweitligisten SV Eintracht Trier 05 an und unterlag vor 1500 Zuschauern im Moselstadion mit 2:4 (0:3).
Zur Saison 2021/22 schickte der Wuppertaler SV wieder eine zweite Mannschaft ins Rennen. Diese startete nach der Neugründung in der Kreisliga C und stieg in der ersten Saison in die Kreisliga B auf. In der Saison 2022/23 schafften sie einen 4. Platz in der Kreisliga B Gruppe 1.

#### Frauen
In der Saison 2019/2020 startete eine Frauenmannschaft. Bereits in der ersten Saison gelang der Aufstieg in die Bezirksliga.

### Jugendbereich
Der Fußball-Juniorenbereich umfasst beim Wuppertaler SV im unteren Leistungsbereich die Mannschaften von der U11 bis zur U14, die Mannschaften von der U15 bis zur U19 gehören zum oberen Leistungsbereich. Seit mehreren Jahren verfügt der Verein über ein eigenes Jugendleistungszentrum am Stadion Nebenplatz mit Funktionsgebäude.
U19
Aushängeschild des Vereins bei den Junioren ist die A-Jugend, die in der Saison 2008/09 erstmals der A-Junioren-Bundesliga, Staffel West angehörte, jedoch direkt wieder abstieg. Nach dem direkten Wiederaufstieg spielte der Verein 2010/11 wieder erstklassig und konnte trotz zweitniedrigster Torausbeute, jedoch auch dank sechstbester Defensive der Liga den Klassenerhalt feiern. 2011/12 folgte nach nur elf Punkten und 92 Gegentreffern als Tabellenletzter der erneute Abstieg. Nach dem Wiederaufstieg erreichte die Mannschaft in der Saison 2013/14 auf Platz 8 souverän den Klassenerhalt. In der Saison 2014/15 hielt der Verein trotz zweitniedrigster Torausbeute erneut souverän die Klasse. Die Saison 2015/16 beendete die Mannschaft auf Platz 11 und schaffte am letzten Spieltag mit einem 1:0-Sieg gegen Preußen Münster den Klassenerhalt. Nach drei Jahren Erstklassigkeit folgte 2016/17 mit nur 24 Treffern der Abstieg. 2019/20 spielte der Verein erneut erstklassig und sicherte sich nach dem COVID-bedingten Saisonabbruch den Klassenerhalt. Auch 2020/21 wurden nur wenige Spieltage ausgetragen und keine Absteiger ermittelt. Auch in der Saison 2021/22 wurde der Spielmodus angepasst; der Verein verpasste am letzten Spieltag knapp den Klassenerhalt und stieg aufgrund der schlechteren Tordifferenz gegenüber Fortuna Düsseldorf ab.
Seine höchsten Siege in der A-Junioren-Bundesliga feierte der WSV jeweils mit einem 5:0 2011 gegen den MSV Duisburg sowie 2016 bei der TSG Sprockhövel. Die höchste Niederlage war ein 0:9 2012 beim MSV Duisburg.
U17
Die B-Jugend des Wuppertaler SV spielte in den Saisons 2008/09 und 2010/11, als man mit nur vier Punkten und 16:110 Toren wieder abstieg, in der U17 Bundesliga-West. Erst 2019/20 nahm die Mannschaft wieder an einer Bundesligasaison teil. Trotz des letzten Tabellenplatzes und einem Torverhältnis von 18:67 konnte die Klasse gehalten werden, da die Saison aufgrund der COVID-Pandemie vorzeitig abgebrochen wurde und es keine Absteiger gab. Auch 2020/21 wurden nur wenige Spiele gespielt, sodass die Mannschaft punktlos die Klasse hielt. 2021/22 folgte nach nur zwei Punkten und 7:52 Toren der Abstieg.

### Bekannte Spieler
Der Mittelstürmer Günter „Meister“ Pröpper, beim WSV von 1970 bis 1979, ist das Aushängeschild der letzten großen Glanzzeit der bergischen Löwen und sicherlich auch der populärste Spieler aller Zeiten des Vereins. Wohl auch wegen des seinerzeitigen Überangebots von Weltklassestürmern in Deutschland blieb ihm die Berufung in die Nationalelf verwehrt. In der Bundesliga erzielte er in 87 Einsätzen 39 Tore für den WSV. Nach Pröpper ist auch das Vereinsmaskottchen „Pröppi“ benannt.
Der aus Oer-Erkenschwick – von dort kam etwas später auch Torhüter Helmut Domagalla zum WSV – stammende Außenläufer Horst „Schimmi“ Szymaniak, beim WSV von 1955 bis 1959, war als zweifacher WM-Teilnehmer der wohl bedeutendste Spieler, der für den Verein auflief. Er war auch der einzige Wuppertaler Spieler, der während seiner Zeit beim WSV zum Nationalspieler avancierte; in dieser Zeit spielte er bei insgesamt 43 Berufungen 20-mal im Adlerdress. 1964 gewann er mit Inter Mailand den Europapokal der Landesmeister.
Ferner verdienen Beachtung:
- Alfred „Coppi“ Beck (1955–1958), ein Länderspiel für Deutschland (FC St. Pauli)
- Theo Kolkenbrock (1955–1964), Jugendauswahlspieler (VfB Bottrop)
- Günter Augustat (1956–1966), A-Jugendnationalspieler
- Erich Haase (1956–1968), ein A-Länderspiel für die DDR (BSG Turbine Halle)
- Erich Probst (1956–1958), 19-facher österreichischer Nationalspieler von SK Rapid Wien, WM-Dritter 1954, ebendort zweiter der Torschützenliste mit sechs Treffern. Er erfüllte die in ihn gesetzten Erwartungen beim WSV aber nur bedingt.
- Erich Ribbeck (1959–1962), spielte schon für den SSV und den WSV; als Trainer bei Rot-Weiss Essen setzte er Günter Pröpper auf die Bank, woraufhin sich dieser zum Wechsel nach Wuppertal entschloss
- Vitus Sauer (1959–1964), Juniorennationalspieler
- Erich Miß (1967–1975, 1976–1980), langjähriger Abwehrspieler in der Regionalliga, Bundesliga und 2. Bundesliga Nord, Teil der Aufstiegsmannschaft 1971/72
- Gustav Jung (1969–1975), Rekordbundesligaspieler des WSV (97 Spiele)
- Willi Neuberger (1973–1975), Platz 8 in der Liste der meisten Spiele der Bundesligageschichte (520 für vier Vereine, darunter 42 für den WSV)
- Ferenc Schmidt (1986–1989), neben seinem Engagement beim WSV langjähriger Bundesligaprofi beim MSV Duisburg
- Jörg Albracht (1987–1994), Torwart in der Oberliga Nordrhein und 2. Bundesliga, ehemaliger Geschäftsführer der Vereinigung der Vertragsfußballspieler (VDV)
- Rudolf „Rudi“ Müller (1989–1993, 1995–1998), Kapitän der Aufstiegsmannschaft in die 2. Bundesliga 1991/92
- Hwang Sun-hong (1992–1993), südkoreanischer Nationalspieler und auf den 27. Platz zu Asiens Fußballer des Jahrhunderts gewählt, erlitt nach starken Auftritten in der 2. Bundesliga für den WSV einen Kreuzbandriss und wechselte daraufhin zurück nach Südkorea
- Michael Tönnies (1992–1994), Juniorennationalspieler, Torschützenkönig in der Zweitligasaison 1990/91, erfolgreichster Torschütze des WSV in der Saison 1992/93 der 2. Bundesliga
- Waldemar Ksienzyk (1992–1994), ein Länderspiel für die DDR (BFC Dynamo)
- Mahir Sağlık (2006–2008), Regionalliga-Torschützenkönig des WSV, danach Einsätze für Erst- und Zweitligisten
- Charlison „Charlie“ Benschop (2023–2024), Nationalspieler Curaçaos und ehemaliger Spieler der niederländischen U21-Nationalmannschaft sowie Bundesligastürmer
- Marco Terrazzino (2023–), ehemaliger Bundesligaspieler für den SC Freiburg und der TSG 1899 Hoffenheim sowie Gewinner der Fritz-Walter-Medaille 2009 im Jahrgang U18

### Fanszene
Der Wuppertaler SV ist der beliebteste Fußballverein im Bergischen Land und verfügt über eine große Anzahl von Fans. Deutlich wird dies auch am weit überdurchschnittlichen Besuch von Spielen, sowohl im heimischen Stadion am Zoo als auch auswärts. So kamen in der Saison 2023/2024 im Mittel fast 3000 Fans zu Heimspielen (Ligamittel: 2231, ohne Alemannia Aachen: 1203). Die meisten WSV-Fans kommen direkt aus Wuppertal, aber es gibt auch viele Fans der Rot-Blauen in Velbert,  Remscheid, Solingen und dem weiteren bergischen Raum.
- Viele Jahre, vor allem zwischen den 1980er und Anfang der 2000er-Jahre sorgten einige Fans des WSV für einen schlechten Ruf des Vereins, der teilweise bis heute nachläuft. Eine große Hooligan-Szene, zumeist politisch rechtsorientiert, sorgte immer wieder für Ausschreitungen und negative Schlagzeilen. In Gruppen wie Das Commando, Dark Side oder Out of order sammelten sich viele, die negativ auffielen. Seit dem Absturz in die 5. Liga ist es ruhiger geworden und die rechte Hooligan-Szene ist nicht mehr aktiv im Stadion. Dennoch werden noch heute viele WSV-Spiele als Hochrisikospiele eingestuft.
- Seit 2001 gibt es mit den Ultras Wuppertal eine Ultra-Gruppe in Wuppertal, die den Verein auch in den dunklen Jahren der 5. Liga treu unterstützt hat. Die UW'01 sind auch sozial in der Stadt Wuppertal sehr engagiert.
- Eine innige Fanfreundschaft pflegten die Wuppertaler SV Fans mit den Fans des FC Schalke 04 seit den 1970er-Jahren. Der Schlachtruf „Rot-Weiß-Blau Schalke und der WSV“ schallte lautstark durch das Stadion am Zoo und dem Parkstadion. Heute ist die Freundschaft eingeschlafen, aber dennoch gibt es von beiden Seiten noch große Sympathien. Eine weitere Fanfreundschaft entwickelte sich in den 1990er Jahren zu den Fans des VfB Leipzig (heute 1. FC Lok Leipzig). Diese Freundschaft ist ebenfalls nicht mehr aktiv. Auch pflegten die UW'01 eine Freundschaft mit West United, einer Sektion der Ultras von Eintracht Frankfurt.
- Der Erzrivale Wuppertaler Fans ist Rot-Weiss Essen. Die Abneigung zu den RWE-Fans besteht seit den 1970er Jahren. Auch die bergischen Rivalen Union Solingen und der FC Remscheid sind in Wuppertal nicht gerne gesehen. Weitere Rivalitäten gibt es mit den Fans von Fortuna Düsseldorf, Alemannia Aachen und Preußen Münster. Eine Rivalität, die Wuppertaler Fans nicht interessiert, ist die vonseiten der Fans der SSVg Velbert. Diese haben den WSV als Erzrivalen auserkoren. Diese „Feindschaft“ ist allerdings nur einseitig, da in Wuppertal keiner die Fans der Velberter SSVg ernst nimmt.

### Trivia
Es gibt mit Nie mehr Oberliga! – Das Phänomen WSV einen WSV-Fan-Film von René Jeuckens, Bernd Mantz, Peter Wallgram und Grischa Windus (Filmproduktion Siegersbusch, Wuppertal) aus dem Jahr 2016.

## Erfolge
- Platzierung in der „Ewigen Tabelle“ der Fußball-Bundesliga: Rang 42
- Platzierung in der „Ewigen Tabelle“ der 2. Bundesliga: Rang 57
- Platzierung in der „Ewigen Tabelle“ der 3. Fußball-Liga: Rang 51
- Platzierung in der „Ewigen Tabelle“ der zweigleisigen Regionalliga: Rang 8
- Platzierung in der „Ewigen Tabelle“ der Fußball-Regionalliga: Rang 3
- Teilnahme am UEFA-Pokal 1973/74 (Erstrunden-Aus gegen Ruch Chorzów (1:4 A, 5:4 H))
- Aufstieg in die Bundesliga 1972
- Bundesliga 1972–1975 (1972/73: 4. Platz, 1973/74: 16. Platz, 1974/75: 18. Platz)
- zweimaliger Aufstieg in die damals erstklassige Oberliga West 1955, 1962
- Oberliga West 1955–1958, 1962/63 (1955/56: 10. Platz, 1956/57: 9. Platz, 1957/58: 15. Platz, 1962/63: 15. Platz)
- Aufstieg in die 2. Bundesliga 1992
- 2. Bundesliga 1975–1980, 1992–1994 (1975/76: 5. Platz, 1976/1977: 3. Platz, 1977/78: 11. Platz, 1978/79: 17. Platz, 1979/80: 20. Platz, 1992/93: 13. Platz, 1993/94: 18. Platz)
- DFB-Pokal-Halbfinale 1963 (Wuppertaler SV – Hamburger SV 0:1)
- Meister der Oberliga Nordrhein 1989/90, 1991/92, 1999/2000, 2002/03
- Meister der Oberliga Niederrhein und damit Aufstieg in die Regionalliga West: 2015/16
- Gewinner des Niederrheinpokals 1981, 1985, 1999, 2000, 2005, 2007, 2021

## Weitere Abteilungen

### Handball
Die Handballabteilung des Wuppertaler SV feierte ihre größten Erfolge in den 1990er Jahren. 1995 stieg die erste Herrenmannschaft in die 2. Bundesliga Nord auf, in der eine Saison parallel mit den Lokalrivalen vom LTV Wuppertal gespielt wurde. Der WSV erreichte Platz 17 und stieg somit sportlich wieder ab, wohingegen der LTV mit dem 8. Platz die Klasse hielt (1995/96).
Die beiden Vereine bildeten nach dem gemeinsamen Jahr in der 2. Liga die Handballspielgemeinschaft LTV/WSV Wuppertal und spielten mit der Lizenz des LTV weiterhin in der 2. Bundesliga Nord. Als Ziel wurde der Aufstieg in die 1. Handball-Bundesliga ausgegeben, welches schon nach einem Jahr der Zusammenarbeit erreicht wurde (1996/97). Die Saison 1997/98 sollte im Folgenden die bedeutendste Saison der Handballabteilung des Wuppertaler SV werden. Die HSG LTV/WSV Wuppertal erreichte einen sensationellen 8. Platz mit ausgeglichenem Punktekonto. Nach der Saison wurde die Spielgemeinschaft jedoch aufgrund interner Querelen wieder aufgelöst. Der LTV verblieb unter dem Namen HC Wuppertal noch drei weitere Jahre in der Elite-Liga, während der Wuppertaler SV zur Saison 1998/99 das Spielrecht der zweiten Mannschaft der HSG LTV/WSV in der drittklassigen Regionalliga West übernahm. Dort konnte man sich allerdings nicht halten und zog das Team nach einer enttäuschenden Saison, die mit dem letzten Platz und somit dem sportlichen Abstieg in die Oberliga endete, auf Kreisebene zurück.
Nach der Saison 2005/06, die der WSV auf dem 10. von 13 Plätzen in der Bezirksliga Wuppertal-Niederberg beendete, wurde die Herrenmannschaft für drei Jahre vom Spielbetrieb zurückgezogen. Erst in der Saison 2009/10 konnte, hervorgehend aus der eigenen Jugendarbeit, wieder ein Team in der Kreisklasse gemeldet werden. Die Rückkehr in eine überkreisliche Spielklasse gelang erst wieder im Jahr 2016 mit dem Gewinn der Meisterschaft der Bezirksliga Wuppertal-Niederberg.
Zahlreiche bekannte Handball-Größen zierten das Team der HSG und des späteren HCW. So waren unter anderem Joachim Kurth, Chrischa Hannawald, Ólafur Stefánsson, Dagur Sigurðsson, Stig Rasch, Viggó Sigurðsson, Dmitri Filippow und Jens Tiedtke Bestandteil des Teams. Auch Bob Hanning machte in Wuppertal Station.
In der Saison 2016/17 ging die 1. Herrenmannschaft in der siebtklassigen Landesliga Niederrhein an den Start, während die 1. Damenmannschaft in der ebenfalls siebtklassigen Bezirksliga Wuppertal-Niederberg antritt, der untersten Spielklasse im Wuppertaler Damenhandball.
2019 löste sich die 1. Damenmannschaft des Wuppertaler SV auf, nachdem man die Mannschaft im März vom laufenden Spielbetrieb abmelden musste.
Nur ein Jahr später teilte der Verein der Handballabteilung mit, dass man die Handballer „nicht mehr finanziell unterstützen kann“. Daraufhin wechselten die übrigen Herren- und Jugendmannschaften zum 1. Juli 2020 zur Cronenberger TG.
Seitdem gibt es beim Wuppertaler Sportverein keine aktive Handballabteilung mehr.

### Leichtathletik
Insbesondere in den 1960er Jahren kamen die ursprünglich vom SSV Wuppertal in den Gesamtverein eingebrachten Leichtathleten zu internationalem Ruhm. Sie nahmen in jener Zeit an Olympischen Spielen, Europameisterschaften und deutschen Meisterschaften teil und gewannen dabei zahlreiche Titel.
Bekannt sind hier unter anderem die folgenden Leichtathleten:
- Manfred Kinder, 400-Meter-Läufer, Europameister, Olympiamedaillengewinner
- Maria Jeibmann, 400-Meter-Läuferin, Deutsche Meisterin
- Manfred Knickenberg, 100- und 200-Meter-Läufer, Olympiateilnehmer, EM-Medaillengewinner, Deutscher Meister
- Maren Collin, 100- und 200-Meter-Läuferin, Vizeeuropameisterin, Deutsche Meisterin
- Ruth Limbach, 100- und 200-Meter-Läuferin, Deutsche Vizemeisterin (1949)

Medaillen bei Olympischen Spielen

### Tischtennis
Die Tischtennisabteilung integrierte 1960 den selbständigen Verein Barmer TTC Blau-Weiß-Gold, der 1952 aus der Tischtennisabteilung von Gold-Weiß Wuppertal entstanden war und dessen Damenmannschaft 1957 und 1958 bei den deutschen Meisterschaften jeweils auf Platz vier kam. Bekannte Spielerinnen waren Inge Süßmann, Hannelore Zellerberg-Krämer, Monika Wiskandt und Isolde Woschee. 1956 stieg die Herrenmannschaft in der Besetzung Kurt Braun, Birk, Greis, Jäger, Schröder und Heinrichs in die Oberliga, die damals höchste deutsche Spielklasse, auf. Zu Beginn der Saison 2014/15 übernahm der WSV die Tischtennisabteilung des Hatzfelder Turnvereins und gründete somit seine eigene Tischtennisabteilung neu.

### Futsal
Seit 2016 unterhält der Wuppertaler SV durch die Fusion mit der Futsal Selecao Wuppertal eine Futsalabteilung, den Wuppertaler SV Futsal. Die Futsal Selecao stieg im Jahr 2012 als Niederrheinmeister in die erstklassige WFLV-Futsal-Liga auf und stieg drei Jahre später wieder ab. In der Saison 2016/17 gelang der Wiederaufstieg in die nunmehr Futsalliga West genannte Spielklasse.